# Sylvain Poinçon
Sylvain Poinçon, né le 2 septembre 1973 à Alfortville, est un joueur de football français. Il occupait le poste de milieu défensif.

## Biographie
Il joue de 1992 à 1999 au FC Gueugnon, équipe avec laquelle il dispute 7 matchs en Division 1 et 151 en Division 2. Il inscrit son seul but en Division 1 le 27 janvier 1996, sur la pelouse des Girondins de Bordeaux.
Il joue ensuite en National, tout d'abord au FC Istres lors de la saison 1999-2000, puis au Clermont Foot, où il rejoue en D2 de 2002 à 2004 (50 matchs). Il évolue ensuite à l'Entente Sannois Saint-Gratien, puis à l'US Boulogne, deux clubs de National. Il termine sa carrière avec Boulogne en 2006.